# إيباغيه
إيباغيه (بالإسبانية: Ibagué) هي عاصمة إدارة توليما في جمهورية كولومبيا. تقع المدينة في وسط البلاد، على سلسلة الجبال الوسطى من جبال الانديز، بالقرب نيفادو ديل توليما. وهي واحدة من أكثر المدن اكتظاظا بالسكان في البلاد، حيث يبلغ عدد سكانها حوالي 498401 (وفقا لتعداد عام 2005) نسمة، مما يجعلها السابعة من حيث عدد السكان في كولومبيا. تأسست في 14 أكتوبر 1550 على يد الزعيم الاسباني أندريس لوبيز دي غالارثا. وتنقسم المدينة إلى 13 بلدية. باعتبارها عاصمة لإدارة توليما فإنها تستضيف حكومة إدارة توليما، ومجلس المحافظة، ومكتب النائب العام.

## المناخ
يظهر الجدول التالي التغييرات المناخية على مدار السنة لإيباغيه:
| البيانات المناخية لـإيباغيه                                         | البيانات المناخية لـإيباغيه | البيانات المناخية لـإيباغيه | البيانات المناخية لـإيباغيه | البيانات المناخية لـإيباغيه | البيانات المناخية لـإيباغيه | البيانات المناخية لـإيباغيه | البيانات المناخية لـإيباغيه | البيانات المناخية لـإيباغيه | البيانات المناخية لـإيباغيه | البيانات المناخية لـإيباغيه | البيانات المناخية لـإيباغيه | البيانات المناخية لـإيباغيه | البيانات المناخية لـإيباغيه |
| الشهر                                                               | يناير                       | فبراير                      | مارس                        | أبريل                       | مايو                        | يونيو                       | يوليو                       | أغسطس                       | سبتمبر                      | أكتوبر                      | نوفمبر                      | ديسمبر                      | المعدل السنوي               |
| ------------------------------------------------------------------- | --------------------------- | --------------------------- | --------------------------- | --------------------------- | --------------------------- | --------------------------- | --------------------------- | --------------------------- | --------------------------- | --------------------------- | --------------------------- | --------------------------- | --------------------------- |
| الدرجة القصوى °م (°ف)                                               | 34.4 (93.9)                 | 35.4 (95.7)                 | 34.4 (93.9)                 | 34.2 (93.6)                 | 33.2 (91.8)                 | 33.6 (92.5)                 | 35.0 (95.0)                 | 36.4 (97.5)                 | 36.0 (96.8)                 | 34.8 (94.6)                 | 31.9 (89.4)                 | 34.2 (93.6)                 | 36.4 (97.5)                 |
| متوسط درجة الحرارة الكبرى °م (°ف)                                   | 28.8 (83.8)                 | 29.1 (84.4)                 | 28.8 (83.8)                 | 28.2 (82.8)                 | 28.2 (82.8)                 | 28.9 (84.0)                 | 29.8 (85.6)                 | 30.8 (87.4)                 | 29.9 (85.8)                 | 28.2 (82.8)                 | 27.5 (81.5)                 | 28.0 (82.4)                 | 28.8 (83.8)                 |
| المتوسط اليومي °م (°ف)                                              | 23.8 (74.8)                 | 24.2 (75.6)                 | 24.0 (75.2)                 | 23.7 (74.7)                 | 23.8 (74.8)                 | 24.1 (75.4)                 | 24.5 (76.1)                 | 25.2 (77.4)                 | 24.6 (76.3)                 | 23.5 (74.3)                 | 23.1 (73.6)                 | 23.3 (73.9)                 | 24.0 (75.2)                 |
| متوسط درجة الحرارة الصغرى °م (°ف)                                   | 18.8 (65.8)                 | 19.3 (66.7)                 | 19.3 (66.7)                 | 19.3 (66.7)                 | 19.3 (66.7)                 | 19.1 (66.4)                 | 18.9 (66.0)                 | 19.2 (66.6)                 | 19.0 (66.2)                 | 19.0 (66.2)                 | 19.0 (66.2)                 | 18.9 (66.0)                 | 19.1 (66.4)                 |
| أدنى درجة حرارة °م (°ف)                                             | 15.3 (59.5)                 | 15.2 (59.4)                 | 14.8 (58.6)                 | 15.6 (60.1)                 | 16.2 (61.2)                 | 15.2 (59.4)                 | 15.2 (59.4)                 | 10.6 (51.1)                 | 14.4 (57.9)                 | 16.0 (60.8)                 | 15.2 (59.4)                 | 15.4 (59.7)                 | 10.6 (51.1)                 |
| الهطول مم (إنش)                                                     | 86.5 (3.41)                 | 109.1 (4.30)                | 138.2 (5.44)                | 227.1 (8.94)                | 228.2 (8.98)                | 110.6 (4.35)                | 75.9 (2.99)                 | 78.2 (3.08)                 | 149.9 (5.90)                | 205.6 (8.09)                | 173.7 (6.84)                | 108.6 (4.28)                | 1٬691٫4 (66.59)             |
| متوسط أيام هطول الأمطار                                             | 12                          | 13                          | 16                          | 20                          | 19                          | 12                          | 10                          | 10                          | 14                          | 19                          | 19                          | 14                          | 177                         |
| متوسط الرطوبة النسبية (%)                                           | 77                          | 77                          | 79                          | 81                          | 81                          | 77                          | 70                          | 66                          | 72                          | 80                          | 83                          | 81                          | 77                          |
| ساعات سطوع الشمس الشهرية                                            | 179.8                       | 144.1                       | 139.5                       | 138.0                       | 155.0                       | 168.0                       | 192.2                       | 195.3                       | 180.0                       | 158.1                       | 141.0                       | 164.3                       | 1٬955٫3                     |
| ساعات سطوع الشمس اليومية                                            | 5.8                         | 5.1                         | 4.5                         | 4.6                         | 5.0                         | 5.6                         | 6.2                         | 6.3                         | 6.0                         | 5.1                         | 4.7                         | 5.3                         | 5.3                         |
| المصدر: Instituto de Hidrologia Meteorologia y Estudios Ambientales |                             |                             |                             |                             |                             |                             |                             |                             |                             |                             |                             |                             |                             |

## توأمة
لإيباغيه اتفاقيات توأمة مع:
- لوماس دي ثامورا

## أعلام
- كريستينا أومانيا
- غابرييل باريس غورديلو
- داريو أورتيز
- هنري روجاس
- ألبرتو سانتوفيميو
- جورج إسحق
- لويس هومبيرتو غوميز غالو